# Hercules: The Legendary Journeys
Hercules: The Legendary Journeys (1995-1999) is een Amerikaanse televisieserie, geproduceerd door Universal Studios en gefilmd in Nieuw-Zeeland.
De serie vertelt het verhaal van de Griekse held Hercules (gespeeld door Kevin Sorbo) de buitenechtelijke zoon van Zeus, die de wrok van Hera moet verdragen en later die van haar eigen zoon Ares.
Seizoen 1 en 2 van de serie is op dvd uitgebracht.
De serie Young Hercules is een spin-off van Hercules: The Legendary Journeys.

## Verhaal
De serie begint wanneer Hercules het verlies van zijn eerste vrouw en kinderen te boven komt met de hulp van een jong meisje. En de serie eindigt wanneer hij zich verzoent met zijn vader Zeus en stiefmoeder Hera. Maar het verhaal krijgt nog een venijnig staartje in de spin-off Xena: Warrior Princess
waarin een vrouwelijke variant van Hercules, Xena, eerder in The Legendary Journeys geïntroduceerd als leidster van een schurkenleger, na de confrontatie met Hercules op haar eigen manier het kwaad waarvan ze eerder zelf deel uitmaakte, te lijf gaat.
Behalve Xena ontmoet Hercules tijdens zijn legendarische reizen diverse andere figuren uit de Griekse en verwante mythologie, al spelen ze nogal eens een andere rol als in de verhalen waar ze vandaan komen.

## Personages in de serie
- Hercules: Kevin Sorbo
- Iolaus: Michael Hurst

#### Terugkerende rollen
- Ares: Kevin Smith
- Salmoneus: Robert Trebor
- Jason: Jeffrey Thomas, Chris Conrad
- Alcmene: Elizabeth Hawthorne, Liddy Holloway, Kim Michalis
- Aphrodite: Alexandra Tydings
- Apollo: Scott Michaelson
- Artemis: Rhonda McHardy
- Atalanta: Cory Everson
- Autolycus: Bruce Campbell
- Callisto: Hudson Leick
- Cassandra: Claudia Black
- Charon: Michael Hurst
- Cupido: Karl Urban
- Dahak: Michael Hurst, Mark Newnham
- Deianeira / Gabrielle: Renee O'Connor
- Deimos / Strife: Joel Tobeck
- Dirce: Lisa Chappell
- Discord: Meighan Desmond
- Falafel: Paul Norell
- Hades: Erik Thomson, Mark Ferguson
- Hera: Meg Foster
- Iphicles: Kevin Tod Smith
- Joxer: Ted Raimi
- Kernunnos: Stuart Devenie
- Morrigan: Tamara Gorski
- Nebula: Gina Torres
- Nemesis: Karen Witter, Teresa Hill, Kimberley Joseph
- Odin: Peter McCauley
- Persephone: Andrea Croton
- Serena: Sam Jenkins, Kara Zediker
- Xena: Lucy Lawless
- Zeus: Roy Dotrice, Peter Vere-Jones, Charles Keating, Anthony Quinn

## Afleveringen

### Seizoen 1 (1995)
| Nr. | #  | Titel                      | Regisseur        | Schrijver(s)                   | Datum uitzending |
| --- | -- | -------------------------- | ---------------- | ------------------------------ | ---------------- |
| 1 | 1  | The Wrong Path             | Doug Lefler      | John Schulian                  | 16 januari 1995  |
| Hercules keert naar huis en ziet hoe zijn stiefmoeder, de godin Hera, zijn vrouw Deianira en hun kinderen vermoordt. Hercules zweert wraak en gaat op pad om de tempels van Hera te vernietigen, maar een jong meisje helpt hem zijn ziel te kalmeren en hem weg te leiden van het donkere pad dat hij heeft gekozen. Ondertussen wordt Iolaus, de beste vriend van Hercules, veranderd in een stenen beeld door een vrouwelijke demon. |    |                            |                  |                                |                  |
| 2 | 2  | Eye of the Beholder        | John Kretchmer   | John Schulian                  | 23 januari 1995  |
| Hercules slaat op de vlucht voor de vijftig dochters van Thespius. Hercules neemt de opdracht aan om de stad Trachis te helpen, dat wordt geterroriseerd door een Cycloop die hun rivier heeft omgeleid. Hercules ontdekt echter al snel dat de daden van de Cycloop niet geheel onterecht zijn. |    |                            |                  |                                |                  |
| 3 | 3  | The Road to Calydon        | Doug Lefler      | Andrew Dettmann & Daniel Truly | 30 januari 1995  |
| Een groep vluchtelingen uit Parthus, een stad die werd verwoest door Hera, vraagt de hulp van Hercules om de godin en haar aanhangers op afstand te houden. Hercules ontdekt dat Broteas, de leider van de vluchtelingen, een mok heeft gestolen van Hera. Dit wekte haar toorn over de stad. Hij besluit de groep te begeleiden naar de stad Calydon.                                                                                  |    |                            |                  |                                |                  |
| 4 | 4  | The Festival of Dionysus   | Peter Ellis      | Andrew Dettmann & Daniel Truly | 6 februari 1995  |
| Hercules wordt uitgenodigd op een traditioneel festival ter ere van Dionysus in Meliad omwille van een slecht voorteken. Er lijkt niets aan de hand voor het begin van het festival, maar de aanwezigheid van Tiresias doet Hercules vermoeden dat er iets staat te gebeuren en hij wil dit voorkomen. |    |                            |                  |                                |                  |
| 5 | 5  | Ares                       | Harley Cokeliss  | Steve Roberts                  | 13 februari 1995 |
| Ares is van plan een leger bestaande uit tieners en kinderen te vormen. Dit is een deel van zijn poging om de wereld in een eindeloze oorlog onder te dompelen. Het is aan Hercules om zijn slechte halfbroer te stoppen. Hij krijgt hierbij de hulp van de vrouwelijke smid Atalanta. |    |                            |                  |                                |                  |
| 6 | 6  | As Darkness Falls          | George Mendeluk  | Robert Bielak                  | 20 februari 1995 |
| Penelope staat op het punt te huwen met Marcus, maar de Centaur Nemis wil Penelope voor hemzelf en sluit en overeenkomst met Hera om haar de zijne te maken. Hiervoor moet hij wel afrekenen met Hercules, die ondertussen blind is geworden door een gif dat Hera aan Lyla gaf. Penelope en haar bruidsmeisje Cheris worden ontvoerd op de bruiloft. Salmoneus moet de blinde Hercules begeleiden om hen te redden.                    |    |                            |                  |                                |                  |
| 7 | 7  | Pride Comes Before a Brawl | Peter Ellis      | Steve Roberts                  | 27 februari 1995 |
| Iolaus wordt hoogmoedig na enkele successen en uit arrogantie daagt hij Hercules uit in een race naar de stad Thracië. De twee hun wegen scheiden, maar Hercules ontdekt dat hij te kampen heeft met zijn oude vlam Nemesis, die door Hera werd gezonden om Iolaus te doden voor zijn gedrag. |    |                            |                  |                                |                  |
| 8 | 8  | The March to Freedom       | Harley Cokeliss  | Adam Armus & Nora Kay Foster   | 6 maart 1995     |
| De verraderlijke slavenhandelaar Belus doet alsof hij een groep vluchtelingen naar een veilige plek leidt, zodat hij hen kan verkopen als slaven. Hercules koopt Oi-Lan vrij om haar te redden van de prostitutie en stemt ermee in om haar te helpen haar verloofde Cyrus te redden, die is veroordeeld tot de leeuwen in een groots publiek spektakel.                                                                                |    |                            |                  |                                |                  |
| 9 | 9  | The Warrior Princess       | Bruce Seth Green | John Schulian                  | 13 maart 1995    |
| Xena, een meedogenloze krijgsvrouw, is van plan de zoon van Zeus ten onder te brengen. Ze is van plan om zijn beste vriend Iolaus hiervoor te gebruiken door Iolaus verliefd te laten worden op haar. Haar sluwe list dreigt de vriendschap tussen Hercules en Iolaus te vernietigen. |    |                            |                  |                                |                  |
| 10 | 10 | Gladiator                  | Garth Maxwell    | Robert Bielak                  | 20 maart 1995    |
| Hercules probeert een vrouw en haar baby te herenigen met haar gevangen genomen en tot slaaf gemaakte echtgenoot. Hercules en Iolaus laten zich gevangen nemen om zo Gladius en alle andere slaven te kunnen bevrijden. In de gevangenis worden de gevangenen gedwongen elkaar tot de dood te bevechten. |    |                            |                  |                                |                  |
| 11 | 11 | The Vanishing Dead         | Bruce Campbell   | Andrew Dettmann & Daniel Truly | 24 april 1995    |
| Hercules en Iolaus krijgen de opdracht te onderzoeken wat er is gebeurd met de verdwenen lichamen van gesneuvelde soldaten op het slagveld. Ze moeten in gevecht gaan met Graegus, een hondachtig monster dat toebehoort aan Ares. |    |                            |                  |                                |                  |
| 12 | 12 | The Gauntlet               | Jack Perez       | Robert Bielak                  | 1 mei 1995       |
| Xena wordt verraden door haar luitenant Darphus en gedwongen de handschoen tegen hem op te nemen. Vastbesloten om wraak te nemen vormt ze een alliantie met Hercules, die probeert om haar in te doen zien dat er meer is in het leven dan wraak en het kwade. Salmoneus gelooft in het goede in haar. |    |                            |                  |                                |                  |
| 13 | 13 | Unchained Heart            | Bruce Seth Green | John Schulian                  | 8 mei 1995       |
| Hercules, Iolaus en Salmoneus vormen een team om Darphus te bevechten. Darpheus is terug tot leven gewekt door Ares en is van plan Hercules te voeren aan diens monster Graegus. Ares verliest zijn meest waardevolle pion als blijkt dat Xena voorgoed het kwade de rug toekeert. |    |                            |                  |                                |                  |

### Seizoen 2 (1995-1996)
| Nr. | #  | Titel                      | Regisseur        | Schrijver(s)                              | Datum uitzending  |
| --- | -- | -------------------------- | ---------------- | ----------------------------------------- | ----------------- |
| 14 | 1  | The King of Thieves        | Doug Lefler      | Doug Lefler                               | 4 september 1995  |
| Autolycus, de Koning der Dieven, heeft een diefstal gepleegd. Iolaus wordt echter schuldig bevonden en ter dood veroordeeld zodat Hercules de echte schuldige moet vinden om het leven van Iolaus te redden. Ondertussen eist Dirce, toekomstig advocate en dochter van koning Menelaos dat Iolaus verschillende beproevingen moet doorstaan om zijn onschuld te bewijzen.                                                                 |    |                            |                  |                                           |                   |
| 15 | 2  | All That Glitters          | Garth Maxwell    | Craig Volk                                | 11 september 1995 |
| Hercules en Salmoneus bezoeken koning Midas, een oude vriend van Hercules. Hercules is geschokt als blijkt dat Midas een gokpaleis heeft geopend en dat de situatie uit de hand loopt nadat een sadistische vrouw en haar handlangers het paleis hebben overgenomen ten koste van de slachtoffers. |    |                            |                  |                                           |                   |
| 16 | 3  | What's in a Name?          | Bruce Campbell   | Michael Marks                             | 18 september 1995 |
| Hercules ontdekt dat zijn halfbroer Iphicles beweert de echte Hercules te zijn. Iphicles doet dit om de dochter van de lokale krijgsheer Gorgus te behagen zodat hij met haar kan huwen. Hercules kan niet toestaan dat Gorgus verwacht van Iphicles zijn wil op te leggen aan de onschuldige dorpelingen. |    |                            |                  |                                           |                   |
| 17 | 4  | Siege at Naxos             | Stephen L. Posey | Darrell Fetty                             | 25 september 1995 |
| Hercules en Iolaus nemen Goth gevangen, de leider van een bende barbaren. Ze zijn van plan hem naar Athene te brengen, waar hij terecht zal staan. Ze worden gedwongen hun toevlucht te nemen in een verlaten fort aangezien de broer van Goth en zijn leger proberen om hem te bevrijden. |    |                            |                  |                                           |                   |
| 18 | 5  | Outcast                    | Bruce Seth Green | Robert Bielak                             | 2 oktober 1995    |
| Deric, een Centaur, zijn vrouw Lyla en hun zoon Kefor worden vervolgd omdat zij met een Centaur trouwde. Nadat zijn vrouw en zoon zijn gedood neemt Deric wraak op de mensen en doodt twee personen uit zelfverdediging. Hercules vecht naast Deric tegen de vooroordelen van de lokale bevolking. |    |                            |                  |                                           |                   |
| 19 | 6  | Under the Broken Sky       | James A. Contner | John Schulian                             | 9 oktober 1995    |
| Hercules ontdekt dat Salmoneus in een paleis van plezier werkt. Hier ontmoet hij de vrouw Lucina. Hercules probeert haar te helpen het leven dat ze leidt achter haar te laten en wil haar herenigen met haar vervreemde echtgenoot. De criminelen die het paleis uitbaten proberen Hercules' bemoeienissen te voorkomen. |    |                            |                  |                                           |                   |
| 20 | 7  | The Mother of All Monsters | Bruce Seth Green | John Schulian                             | 16 oktober 1995   |
| Echidna, de zelfverklaarde Moeder van alle Monsters, is erop uit om wraak te nemen op Hercules voor het doden van al haar kinderen, en wil hem laten lijden zoals zij heeft geleden. |    |                            |                  |                                           |                   |
| 21 | 8  | The Other Side             | George Mendeluk  | Robert Bielak                             | 30 oktober 1995   |
| Persephone, de dochter van Demeter, wordt ontvoerd door Hades. Demeter dwingt Hercules af te dalen naar de Onderwereld om Persephone te redden. Ze dreigt dat anders de mensheid zal vergaan. In de Onderwereld wordt Hercules kort herenigd met zijn gezin. |    |                            |                  |                                           |                   |
| 22 | 9  | The Fire Down Below        | Timothy Bond     | John Schulian                             | 6 november 1995   |
| Salmoneus roept de toorn van Hera over zich wanneer hij een deel van haar schat steelt en doorverkoopt. Nemesis wordt naar de aarde gestuurd om de goddelijke vergelding te verzekeren. Hercules probeert Nemesis te overtuigen van Salmoneus' onschuld. Hera stuurt een dodelijk schepsel bestaand uit vuur om hen alle drie te elimineren.                                                                                               |    |                            |                  |                                           |                   |
| 23 | 10 | Cast a Giant Shadow        | John Kretchmer   | John Schulian                             | 13 november 1995  |
| Hercules en Iolaus ontmoeten en reizen verder mee met Typhon, een zachte en vriendelijke reus. Ze zijn verbaasd dat hij getrouwd is met Echidna, de Moeder van Alle Monsters. Typhon is bedroefd om te horen dat Echidna problemen veroorzaakt en overtuigt hen dat Echidna alleen in de problemen komt als hij niet thuis is en zegt dat ze hem snel thuis moeten krijgen.                                                                |    |                            |                  |                                           |                   |
| 24 | 11 | Highway to Hades           | T.J. Scott       | Robert Bielak                             | 20 november 1995  |
| Koning Sisyphus heeft Timeron in de val gelokt door hem in zijn plaats te laten sterven op zijn huwelijksnacht. Timeron moet zo Sisyphus' plaats in de Onderwereld innemen. Hades geeft Hercules en Iolaus drie dagen de tijd om Sisyphus naar de Onderwereld te brengen, of Timeron zal Sisyphus' straf voor eeuwig moeten dragen. |    |                            |                  |                                           |                   |
| 25 | 12 | The Sword of Veracity      | Steven Baum      | Garth Maxwell                             | 8 januari 1996    |
| Amphion, een oude vriend van Hercules, is tegenwoordig een vredesprediker. Hij wordt echter gearresteerd op verdenking van moord door de tiran Traicus. Aangezien Amphion weigert om zich te verdedigen, gaan Hercules en Iolaus op zoek naar het Zwaard van de Waarheid om te bewijzen dat Amphion er werd ingeluist. |    |                            |                  |                                           |                   |
| 26 | 13 | The Enforcer               | T.J. Scott       | Nelson Costello                           | 15 januari 1996   |
| Aangezien Nemesis weigerde om Hercules te doden, maakt Hera haar sterfelijk. Hera stuurt een nieuw gecreëerde en zeer moorddadige Enforcer achter haar stiefzoon aan. |    |                            |                  |                                           |                   |
| 27 | 14 | Once a Hero                | Rob Tapert       | Rob Tapert, Robert Bielak & John Schulian | 29 januari 1996   |
| Hercules, Iolaus en een aantal andere voormalige Argonauten ontdekken dat hun voormalige leider Jason doodsbang is nadat hij zijn vrouw Medea verliet voor een ander en zijn nieuwe gezin uitgemoord zag worden. Het regeringsambt van zijn koninkrijk Argos is doorgegeven aan een regent. Een partij demonen stal het Gulden Vlies waardoor de Argonauten samenwerken om ze terug te halen. Hercules ontdekt de identiteit van de dader. |    |                            |                  |                                           |                   |
| 28 | 15 | Heedless Hearts            | Peter Ellis      | Robert Bielak                             | 5 februari 1996   |
| |    |                            |                  |                                           |                   |
| 29 | 16 | Let the Games Begin        | Gus Trikonis     | John Schulian                             | 12 februari 1996  |
| |    |                            |                  |                                           |                   |
| 30 | 17 | The Apple                  | Kevin Sorbo      | Steven Baum                               | 19 februari 1996  |
| |    |                            |                  |                                           |                   |
| 31 | 18 | Promises                   | Stewart Main     | Michael Marks                             | 4 maart 1996      |
| |    |                            |                  |                                           |                   |
| 32 | 19 | King for a Day             | Anson Williams   | Patricia Manney                           | 18 maart 1996     |
| |    |                            |                  |                                           |                   |
| 33 | 20 | Protean Challenge          | Oley Sassone     | Brian Herskowitz                          | 22 april 1996     |
| |    |                            |                  |                                           |                   |
| 34 | 21 | The Wedding of Alcmene     | Timothy Bond     | John Schulian                             | 29 april 1996     |
| |    |                            |                  |                                           |                   |
| 35 | 22 | The Power                  | Charlie Haskell  | Nelson Costello                           | 6 mei 1996        |
| |    |                            |                  |                                           |                   |
| 36 | 23 | Centaur Mentor Journey     | Stephen L. Posey | Robert Bielak                             | 13 mei 1996       |
| |    |                            |                  |                                           |                   |
| 37 | 24 | The Cave of Echoes         | Gus Trikonis     | John Schulian & Robert Bielak             | 24 juni 1996      |
| |    |                            |                  |                                           |                   |

### Seizoen 3
1. Mercenary
2. Doomsday
3. Love Takes a Holiday
4. Mummy Dearest
5. Not Fade Away
6. Monster Child in the Promised Land
7. The Green-Eyed Monster
8. Prince Hercules
9. A Star to Guide them
10. The Lady and the Dragon
11. Long Live the King
12. Surprise
13. Encounter
14. When a Man Loves a Woman
15. Judgement Day
16. The Lost City
17. Les Contemptibles
18. Reign of Terror
19. The End of the Beginning
20. War Bride
21. A Rock and a Hard Place
22. Atlantis

### Seizoen 4
1. Beanstalks and Bad Eggs
2. Hero's Heart
3. Regrets... I've Had a Few
4. Web of Desire
5. Stranger in a Strange World
6. Two Men and a Baby
7. Prodigal Sister
8. ...And Fancy Free
9. If I Had a Hammer
10. Hercules on Trial
11. Medea Culpa
12. Men in Pink
13. Armageddon Now: Part 1
14. Armageddon Now: Part 2
15. Yes, Virginia, There Is a Hercules
16. Porkules
17. One Fowl Day
18. My Fair Cupcake
19. War Wounds
20. Twilight
21. Top God
22. Reunions

### Seizoen 5
1. Faith
2. Descent
3. Resurrection
4. Genies and Grecians and Geeks, Oh My!
5. Render Unto Caesar
6. Norse by Norsevest
7. Somewhere Over the Rainbow Bridge
8. Darkness Rising
9. For Those of You Just Joining Us...
10. Let There Be Light
11. Redemption
12. Sky High
13. Stranger and Stranger
14. Just Passing Through
15. Greece Is Burning
16. We'll Always Have Cyprus
17. The Academy
18. Love on the Rocks
19. Once Upon a Future King
20. Fade Out
21. My Best Girl's Wedding
22. Revelations

### Seizoen 6
1. Be Deviled
2. Love, Amazon Style
3. Rebel with a Cause
4. Darkness Visible
5. Hercules, Tramps & Thieves
6. City of the Dead
7. A Wicked Good Time
8. Full Circle